# 3-oxobutaanzuur
3-oxobutaanzuur (ook acetoazijnzuur of acetylazijnzuur genoemd) is een organisch zuur. Het is de eenvoudigste vertegenwoordiger van de bèta-ketocarbonzuren. De zouten en esters ervan worden acetoacetaten genoemd.
Het is een vrij onstabiele stof, die bij verhitting gemakkelijk ontleedt in aceton en koolstofdioxide.

## Synthese
Acetoazijnzuur kan bereid worden door hydrolyse van ethylacetoacetaat in een natriumhydroxide-oplossing, gevolgd door aanzuring van de basische oplossing met verdund zwavelzuur. Het watervrije zuur komt voor als kleurloze kristallen, die afgesloten van de lucht in droge omstandigheden kunnen bewaard worden maar die onmiddellijk smelten als ze aan de lucht worden blootgesteld.
In een alternatieve bereidingswijze wordt diketeen gechloreerd met zoutzuur en het resulterende acetoacetylchloride gehydrolyseerd met water.

## Toepassingen
Zuiver acetoazijnzuur wordt zelden gebruikt. In het algemeen wordt het bij lage temperatuur (rond 0 °C) bereid en onmiddellijk na de vorming in situ verbruikt. De acetoacetaatesters (ethylacetoacetaat in het bijzonder), -amiden en -zouten zijn wel van belang. De esters worden gevormd door reactie van diketeen met een alcohol en de amiden door reactie van diketeen met een amine. Het zijn onder meer tussenproducten bij de productie van agrochemicaliën, verven en kleurstoffen.

## Biologisch belang
Acetoazijnzuur is een van de ketolichamen die in de lever worden gevormd. Verbranding van vrije vetzuren verhoogt de vorming van ketolichamen en kan aanleiding geven tot ketonurie.
In de biochemie is het enzym acetoazijnzuur decarboxylase verantwoordelijk voor de decarboxylering van acetoazijnzuur tot aceton in de fermentatie van de bacterie Clostridium acetobutylicum.